# Charles Algernon Parsons
Charles Algernon Parsons (Londres, Inglaterra, 13 de junio de 1854-Kingston, Jamaica, 11 de febrero de 1931) fue un ingeniero e inventor británico, más conocido por su invención de la turbina de vapor. Trabajó en el proyecto de dinamos y turbinas para la generación de electricidad, con gran influencia en el campo naval y en el campo de la ingeniería eléctrica. También desarrolló equipamientos ópticos, como reflectores y telescopios.

## Biografía
Nacido en Londres, era el hijo más joven del astrónomo irlandés William Parsons (Lord Rosse). Estudió en el Trinity College (Dublín) y en el Saint John's College (Cambridge), graduándose brillantemente en matemáticas en este último, en 1877. Después de haber terminado su carrera universitaria en Cambridge, comenzó la fabricación de una revolucionaria turbina de vapor, capaz de generar una alta velocidad (hasta 18 000 revoluciones por minuto), que terminó en 1884. Con ella equipó un veloz barco de vapor que bautizó con el nombre de Turbinia (1894), con el cual demostró la superioridad de la turbina de vapor sobre otro tipo de motores de la época.
En los inicios del siglo XX todos los barcos empezaron a ser equipados con este tipo de motor, especialmente cuando en 1912 perfeccionó la turbina de engranaje, una mejora revolucionaria de su turbina inicial. En 1925, Charles Parsons adquirió la Grubb Telescope Company y la renombró Grubb Parsons.
Parsons murió el 11 de febrero de 1931 a bordo del buque Duchess of Richmond durante un crucero con su mujer, a causa de una neuropatía. El 3 de marzo de 1931, se celebró un servicio conmemorativo en la Abadía de Westminster.

## Carrera y actividad comercial
Parsons nació en el seno de una familia angloirlandesa en Londres como hijo menor del famoso astrónomo William Parsons, 3.er conde de Rosse. (La sede de la familia es Birr Castle, County Offaly, Irlanda, y la ciudad de Birr se llamó Parsonstown, en honor a la familia, desde 1620 hasta 1901.)
Junto a sus tres hermanos, Parsons fue educado en su casa en Irlanda por tutores privados (entre ellos John Purser), todos ellos muy versados en las ciencias y que además actuaban como ayudantes prácticos del Conde en sus trabajos astronómicos. (Uno de ellos llegó a ser más tarde, como Sir Robert Ball, Astrónomo Real para Irlanda). Parsons estudió luego matemáticas en el Trinity College, Dublín y en el St. John's College, Cambridge, graduándose en este último en 1877 con una matrícula de honor. Se incorporó como aprendiz a la empresa de ingeniería Newcastle, con sede en W.G. Armstrong, un paso inusual para el hijo de un conde. Más tarde se trasladó a Kitsons en Leeds, donde trabajó en torpedos impulsados por cohetes.[cita requerida]

### Motor de turbina de vapor

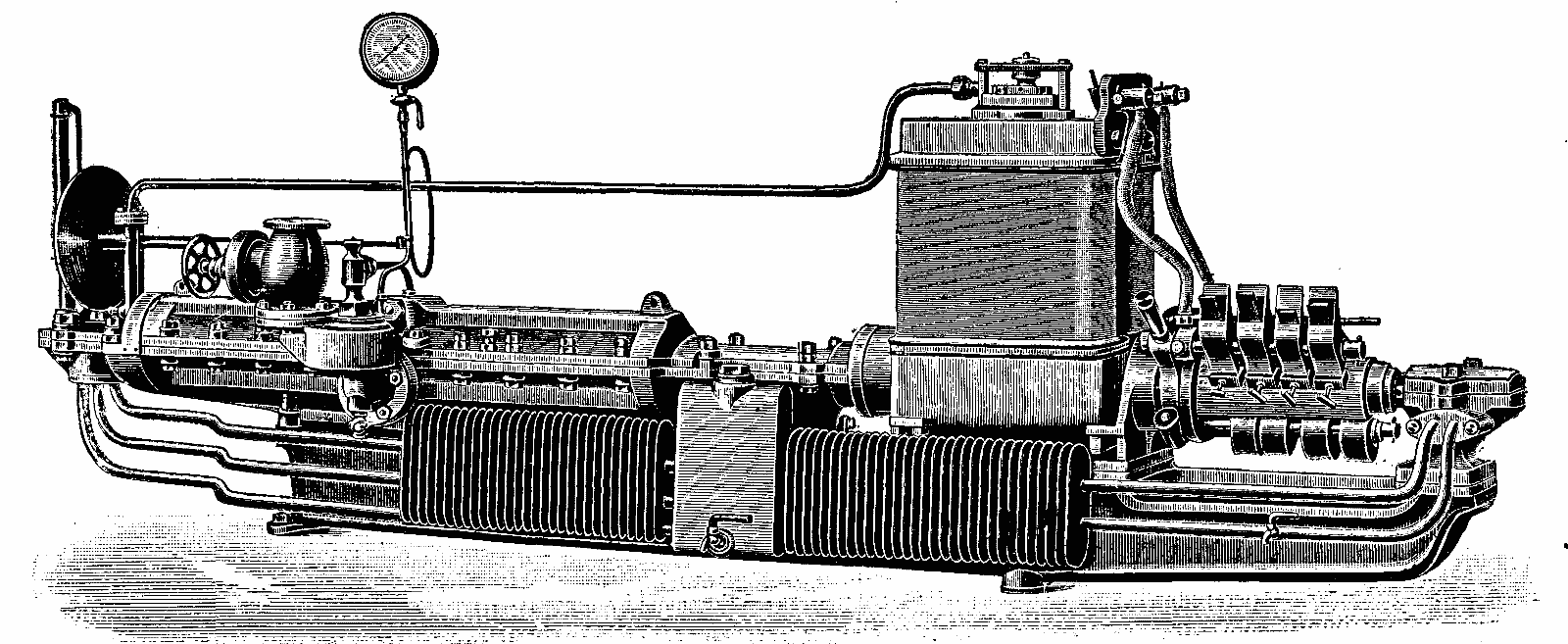
Primera turbina de vapor compuesta, construida por Parsons en 1887

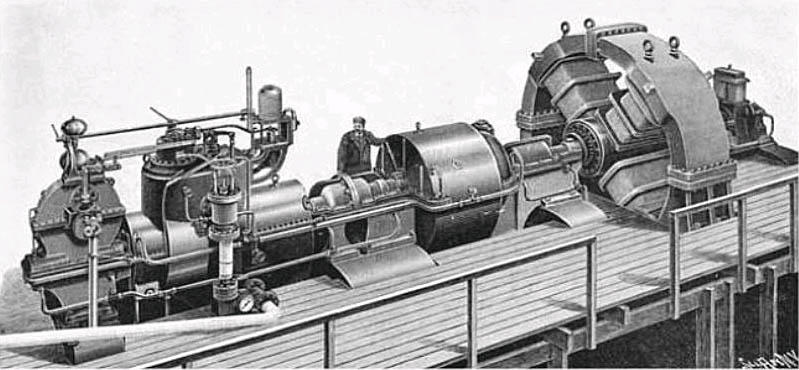
El primer turbogenerador de 1 MW construido por Parsons para la ciudad de Elberfeld, Alemania en 1899 produjo electricidad monofásica a 4 kV

En 1884 Parsons se trasladó a Clarke, Chapman and Co., fabricantes de motores navales que operaban cerca de Newcastle, donde se convirtió en jefe de su desarrollo de equipos eléctricos. Allí desarrolló un motor de turbina en 1884 e inmediatamente utilizó el nuevo motor para accionar un generador eléctrico, que también diseñó. La turbina de vapor de Parsons hizo posible una electricidad barata y abundante y revolucionó el transporte marítimo y la guerra naval.
Otro tipo de turbina de vapor de la época, inventada por Gustaf de Laval (1845-1913) en la década de 1880, era una diseño de impulso que sometía el mecanismo a enormes fuerzas centrífugas, por lo que su rendimiento era limitado debido a la debilidad de los materiales disponibles. Parsons explicó en su Rede Lecture de 1911 que su apreciación del problema de la escala le llevó a su avance de 1884 en la turbina de vapor compuesta:
"Me pareció que las velocidades superficiales moderadas y las velocidades de rotación eran esenciales si el motor de turbina iba a recibir la aceptación general como motor principal. Por lo tanto, decidí dividir la caída de presión del vapor en pequeñas expansiones fraccionarias a lo largo de un gran número de turbinas en serie, de modo que la velocidad del vapor en ningún lugar fuera grande... También estaba ansioso por evitar la conocida acción de corte sobre el metal del vapor a alta velocidad"

### Fundación de Parsons y Compañía
En 1889 fundó C. A. Parsons and Company en Newcastle para producir turbogeneradores según su diseño. Ese mismo año creó la Newcastle and District Electric Lighting Company (DisCO). En 1890, DisCo inauguró la central eléctrica de Forth Banks, la primera central eléctrica del mundo que generaba electricidad mediante turbogeneradores.
En 1894 recuperó algunos derechos de patente de Clarke Chapman. Aunque su primera turbina sólo tenía una eficiencia del 1,6% y generaba apenas 7,5 kilovatios, las rápidas mejoras incrementales en pocos años le llevaron a su primera turbina de megavatios, construida en 1899 para una planta generadora en Elberfeld en el Imperio Alemán.

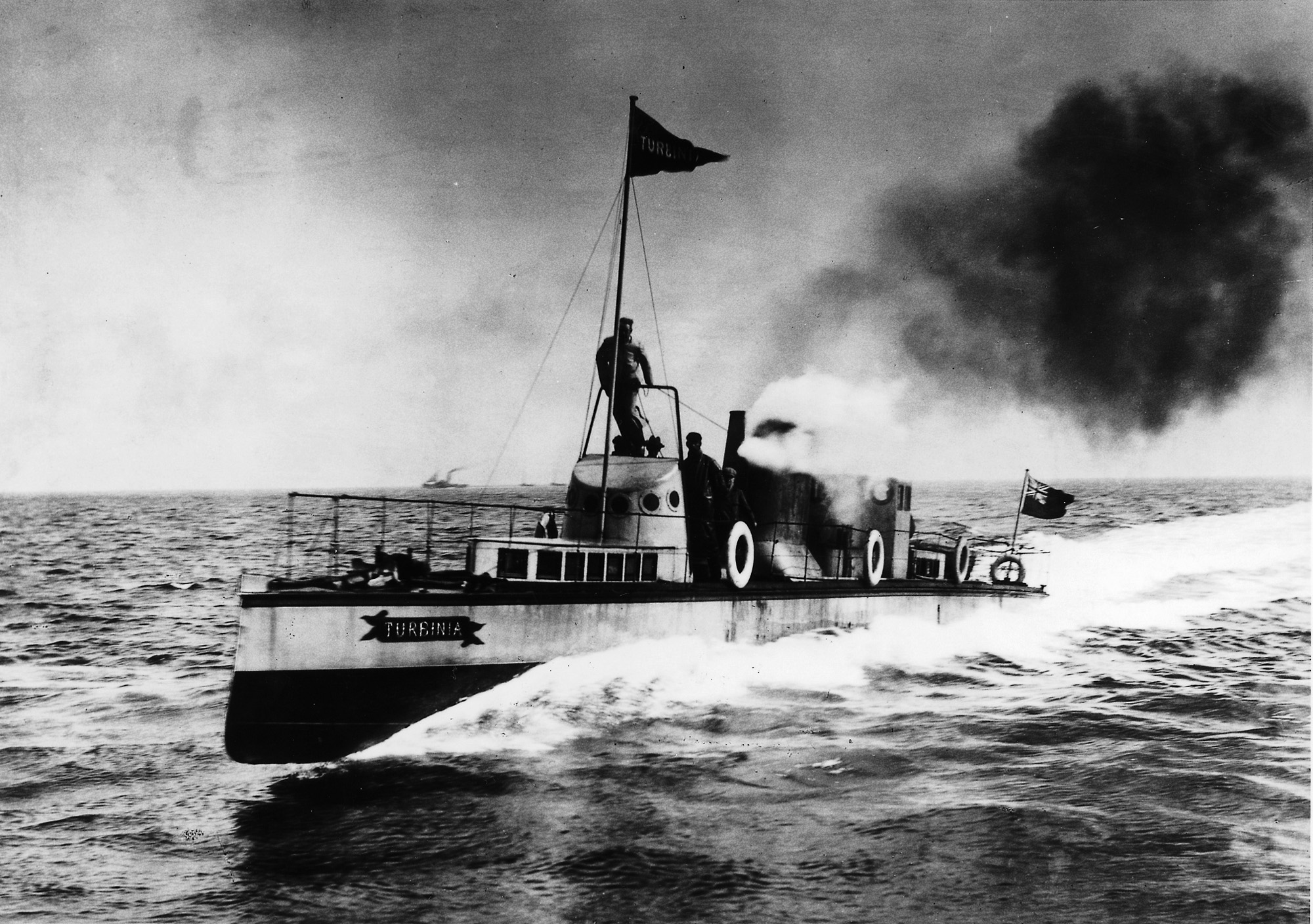
El primer barco impulsado por una turbina de vapor Turbinia: el más rápido del mundo en ese momento

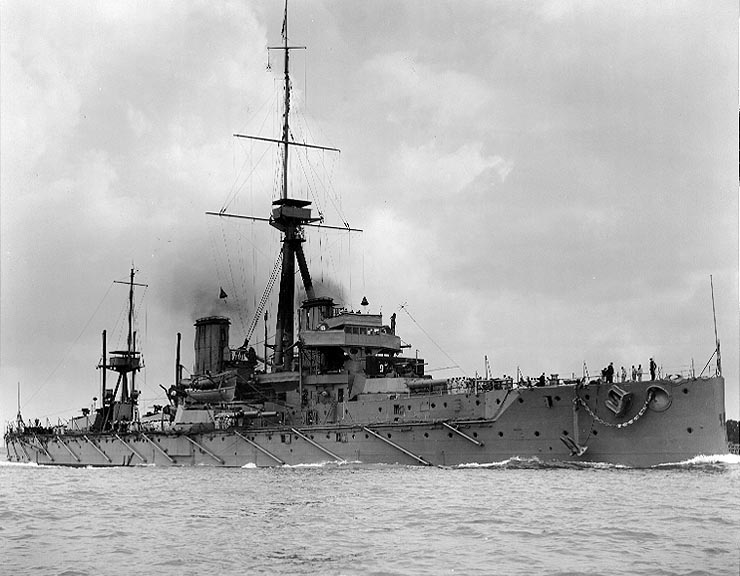
HMS. Considerado el primer acorazado moderno: en 1906 era el más rápido del mundo gracias a la turbina de vapor

### Aplicaciones marinas de las turbinas de vapor
También interesado en las aplicaciones marinas, Parsons fundó la Parsons Marine Steam Turbine Company en Newcastle. En junio de 1897, su yate propulsado por turbina, Turbinia, se presentó sin previo aviso en la revista de la Armada con motivo del Jubileo de Diamante de Reina Victoria en Spithead, el 26 de junio de 1897, ante el Príncipe de Gales, dignatarios extranjeros y Lores del Almirantazgo. Moviéndose a toda velocidad en el Jubileo de Diamante del desfile de la flota para la Reina Victoria frente a Portsmouth, para demostrar el gran potencial de la nueva tecnología. El Turbinia se movía a 34 nudos; los barcos más rápidos de la Royal Navy que utilizaban otras tecnologías alcanzaban una velocidad de 27 nudos. Parte de la mejora de la velocidad procedía del esbelto casco del Turbinia.
En el plazo de dos años se botaron los destructores de la clase Viper HMS Viper y HMS Cobra 1899 con turbinas de Parsons, a los que pronto siguió el primer barco de pasajeros propulsado por turbina, el vapor Clyde TS King Edward en 1901; los primeros transatlánticos con turbinas RMS Victorian y Virginian en 1905; y el primer acorazado con turbinas, HMS Dreadnought en 1906, todos ellos impulsados por motores de turbina de Parsons. Desde el 2012 el Turbinia se encuentra en una galería construida expresamente en el Discovery Museum, Newcastle.)

### Distinciones y premios
Parsons fue elegido Fellow de la Royal Society en junio de 1898, recibió su Medalla Rumford en 1902 y su Medalla Copley en 1928, y pronunció su Conferencia Bakerian en 1918. Fue presidente de la Asociación Británica Científica de 1916 a 1919. Fue ponente invitado del ICM en 1924 en Toronto. Fue ingido caballero en 1911, se convirtió en miembro de la Orden del Mérito en 1927. En 1929 el Instituto del Hierro y el Acero le concedió la Medalla de Oro Bessemer.

### Empresas supervivientes
La empresa de turbinas Parsons sobrevive en la zona de Heaton de Newcastle como parte de Siemens, un conglomerado alemán. A veces denominada Siemens Parsons, la empresa ha completado recientemente un importante programa de remodelación, reduciendo el tamaño de sus instalaciones en unas tres cuartas partes e instalando la última tecnología de fabricación.[cita requerida] En 1925 Charles Parsons adquirió la Grubb Telescope Company y la rebautizó como Grubb Parsons. Esa empresa sobrevivió en la zona de Newcastle hasta 1985.[cita requerida]
Parsons también diseñó el Auxetophone, un primer gamófono de aire comprimido.

## Vida personal y fallecimiento
En 1883, Parsons se casó con Katharine Bethell, hija de William F. Bethell. Tuvieron dos hijos: la ingeniera y activista Rachel Mary Parsons (nacida en 1885) y Algernon George "Tommy" Parsons (nacido en 1886), que murió en combate durante la Primera Guerra Mundial en 1918, a la edad de 31 años.
De 1918 a 1931 vivieron en Londres, en el número 1 de Upper Brook Street, Mayfair.
Sir Charles Algernon Parsons falleció el 11 de febrero de 1931, a bordo del buque de vapor Duchess of Richmond, mientras realizaba un crucero con su esposa. La causa de la muerte fue una neuritis. El 3 de marzo de 1931 se celebró un funeral en la Abadía de Westminster. Parsons fue enterrado en la iglesia parroquial de San Bartolomé de Kirkwhelpington, en Northumberland.
Su viuda, Katharine, murió en su casa de Ray Demesne, Kirkwhelpington, Northumberland, en 1933. Rachel Parsons murió en 1956; el caballerizo Denis James Pratt fue condenado por su homicidio involuntario
En 1919, Katharine y su hija Rachel cofundaron la Sociedad de Mujeres Ingenieras (Women's Engineering Society) con Eleanor Shelley-Rolls, Margaret, Lady Moir, Laura Annie Willson, Margaret Rowbotham y Janetta Mary Ornsby, que sigue existiendo en la actualidad. Sir Charles apoyó inicialmente a la organización hasta la dimisión de su esposa.